# 80s80s MV

Logo historique

80s80s MV (jusqu'au 25 mai 2021: Antenne MV) est une radio privée allemande régionale diffusant dans l'état de Mecklembourg-Poméranie-Occidentale.

## Histoire

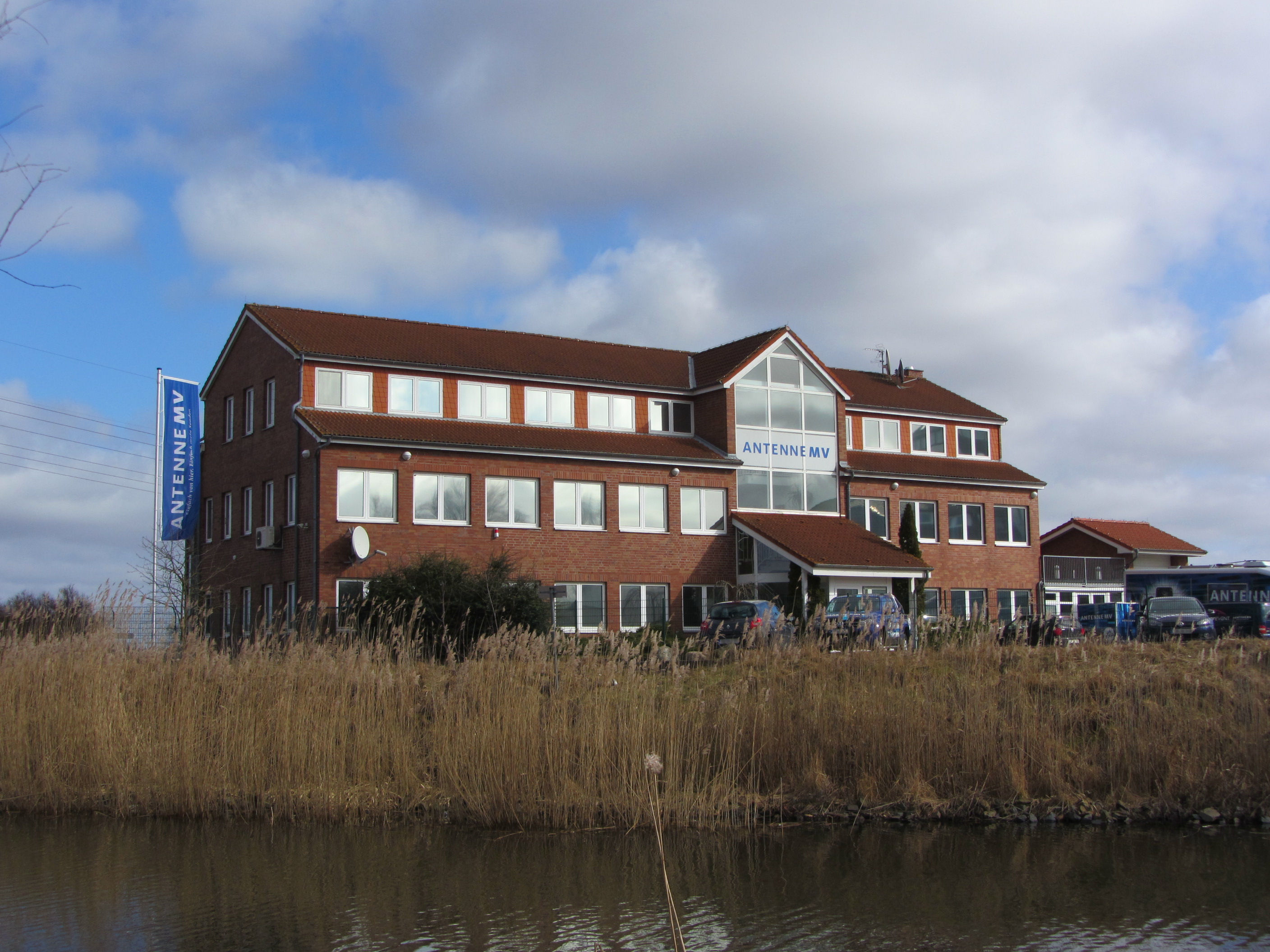
Les studios d'Antenne MV à Plate

Antenne MV est la première radio privée régionale créée dans le Mecklembourg-Poméranie-Occidentale après la fin de la RDA. Elle commence à émettre le 31 mai 1993 depuis Plate, au sud de Schwerin.
Entre 1999 et 2008, elle porte le nom d'« Antenne Mecklenburg-Vorpommern » puis jusqu'en 2009, de « Hitradio Antenne Mecklenburg-Vorpommern ».
Pendant peu de temps, elle organise son propre festival, l'Antenne-Mecklenburg-Vorpommern-Pfingst-OpenAir, à Ralswiek avec des artistes allemands et internationaux. En 2008, pour son quinzième anniversaire, elle invite Peter Schilling à se produire sur le toit de ses studios à Plate.
En 2007, Antenne Mecklenburg-Vorpommern ouvre des studios annexes à Rostock, Stralsund et Neubrandenbourg. En juillet 2010, certains rédacteurs en chef de l'antenne MV sont licenciés. Les bulletins d'informations viennent désormais du bureau à Kiel de Regiocast.
Le changement de nom en 80s80s MV a eu lieu le 26 mai 2021.

## Programmes
Jusqu'au 25.mai 2021 le programme a été essentiellement musical à destination des adultes contemporains, plus spécifiquement entre 29 et 49 ans.
En tant que partenaire média du Hansa Rostock, la radio diffuse tous les matchs de l'équipe en direct.
Le changement de format en 80s80s MV a eu lieu le 26 mai 2021.

### Source de la traduction
- (de) Cet article est partiellement ou en totalité issu de l’article de Wikipédia en allemand intitulé « Antenne MV » (voir la liste des auteurs).